# Almenno San Bartolomeo
Almenno San Bartolomeo är en ort och kommun i provinsen Bergamo i regionen Lombardiet i Italien. Kommunen hade 6 295 invånare (2018).